# Virófago
Virofagos são pequenos vírus com DNA de fita dupla que requerem a co-infecção com outro vírus, geralmente um vírus gigante. Eles dependem da fábrica de replicação do vírus gigante e apresentam relação parasitária com este, podendo inibir sua replicação e melhorar a sobrevivência do hospedeiro. Formam a classe Virophaviricetes.

## Descoberta
O primeiro virofago, o Sputnik, foi descoberto em 2008 numa torre de resfriamento em Paris, co-infectando com o mamavírus. Outros virofagos incluem Sputnik 2, Sputnik 3, Zamilon e Mavirus.

## Gama de hospedeiros e replicação
Virofagos só se replicam na presença de vírus gigantes, pois não possuem enzimas próprias. Usam a maquinaria de transcrição do vírus co-infectante, e não da célula hospedeira.

## Genoma
Possuem genomas de DNA de fita dupla, circulares ou lineares, entre 17 e 30 kbp. A cápside icosaédrica mede de 40 a 80 nm.
| Vírus                                 | Tamanho do genoma (kbp) | Tamanho da partícula (nm) |
| ------------------------------------- | ----------------------- | ------------------------- |
| Poliovírus                            | 7                       | 30                        |
| Adenovírus                            | 26–48                   | 90–100                    |
| Virofago Zamilon                      | 17                      | 50–60                     |
| Virofago Sputnik                      | 18                      | 74                        |
| Vírus gigante Cafeteria roenbergensis | 700                     | 75                        |
| Mimivírus                             | 1.181                   | 400–800                   |

Todos os virofagos conhecidos possuem quatro genes centrais: proteínas de cápside (maior e menor), protease cisteína (PRO) e ATPase de empacotamento de DNA.

## Taxonomia

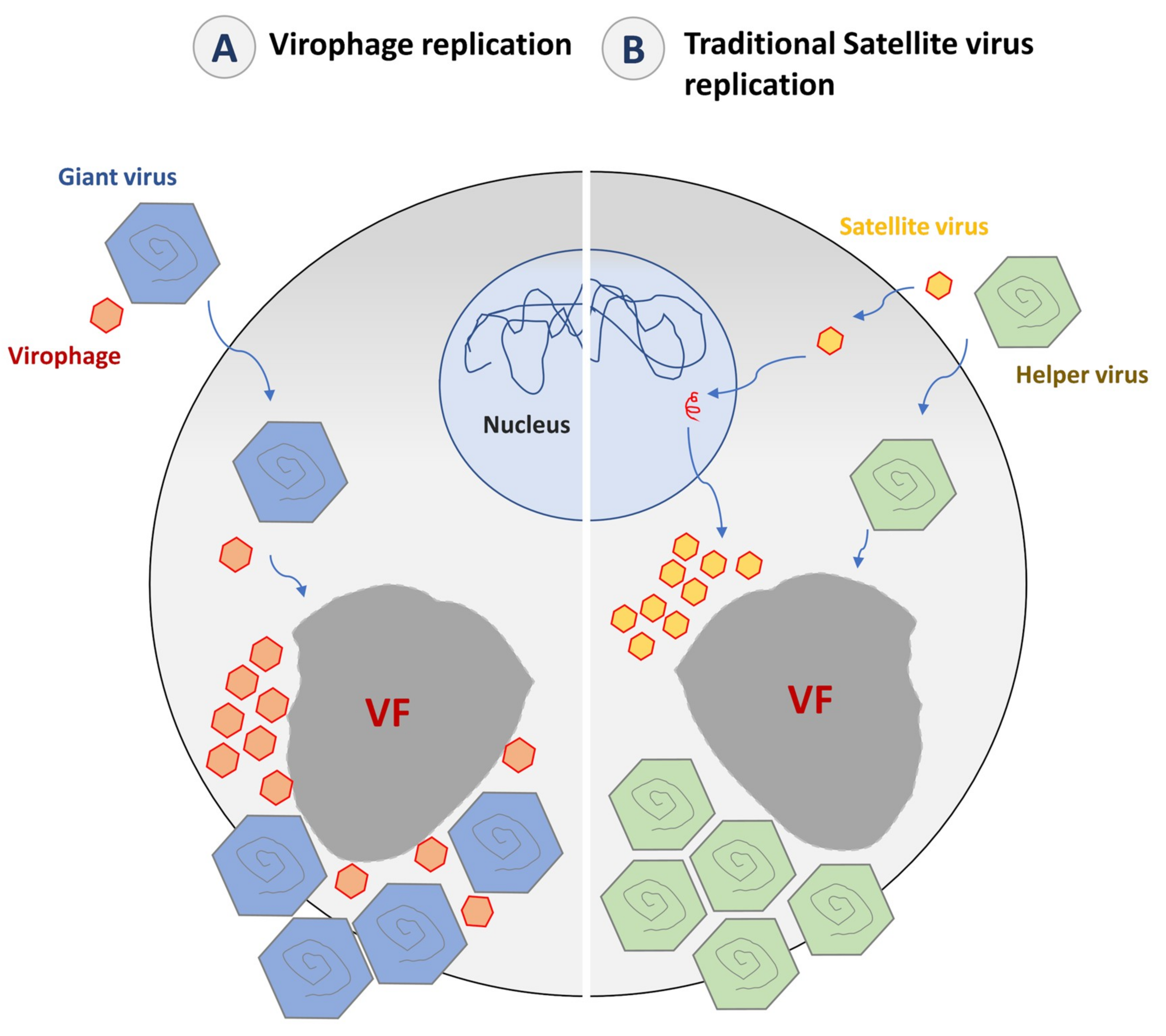
Estilo de vida de virofagos e vírus satélites
(A) A replicação dos virofagos ocorre inteiramente na fábrica viral do vírus gigante, dependendo de seu maquinário de replicação.
(B) Vírus satélites iniciam a replicação no núcleo com maquinaria da célula hospedeira e, no citoplasma, usam a morfogênese do vírus auxiliar para formar seus vírions.

A classe Virophaviricetes (chamada Maveriviricetes até 2024) inclui quatro ordens:
- Classe: Virophaviricetes
  - Ordem: Divpevirales
    - Família: Ruviroviridae
      - Gênero: Oviruvirus

  - Ordem: Lavidavirales
    - Família: Maviroviridae
      - Gênero: Mavirus

  - Ordem: Mividavirales
    - Família: Sputniviroviridae
      - Gênero: Sputnikvirus

  - Ordem: Priklausovirales

Análises metagenômicas identificaram 328 genomas de virofagos de alta qualidade e os agruparam em 27 clados distintos com genomas semelhantes.

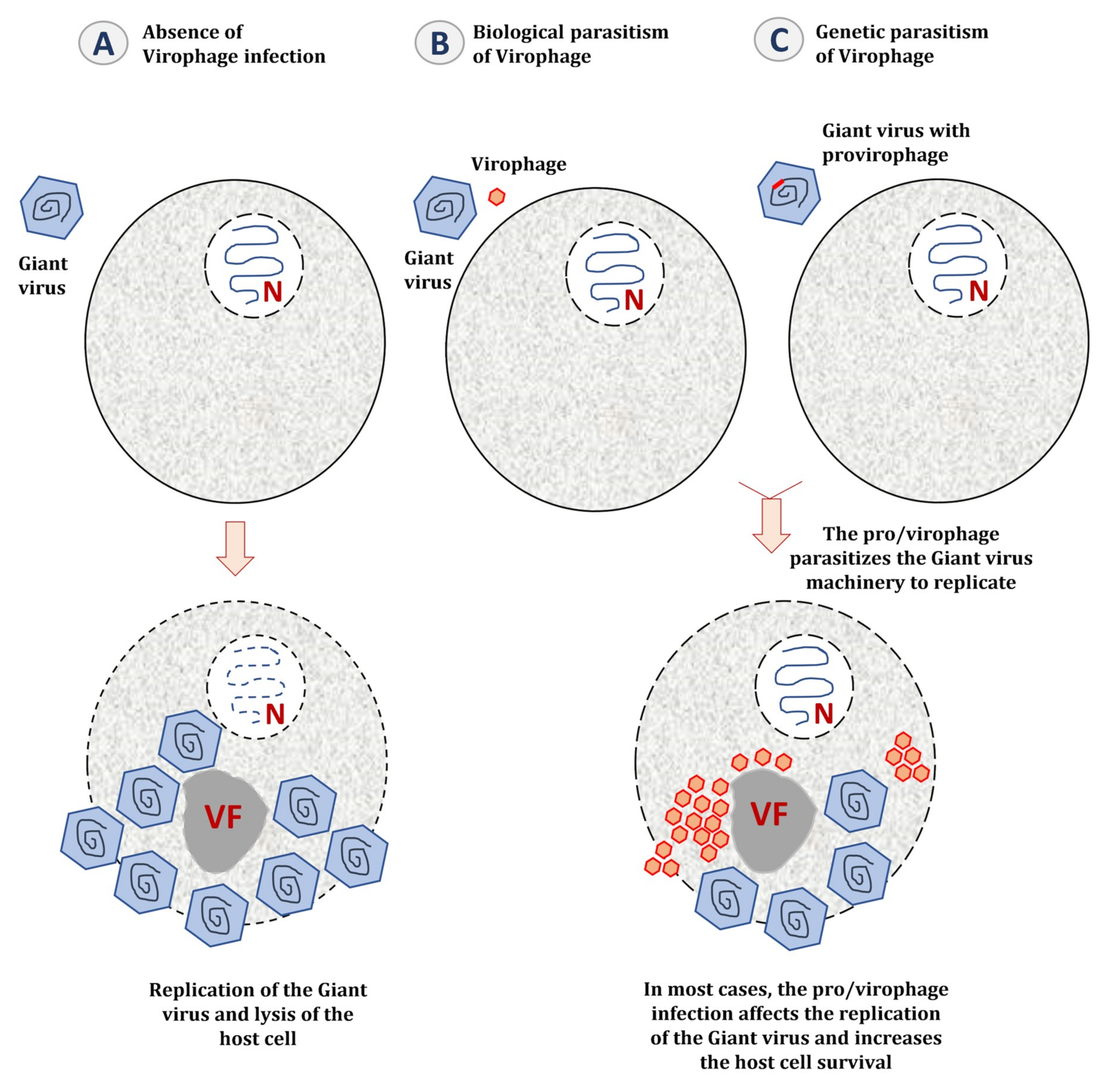
Estilo de vida parasitário dos virofagos
(A) Quando a célula hospedeira é infectada apenas por um vírus gigante, este estabelece uma fábrica viral no citoplasma, replica-se e gera novos vírions, levando à lise celular.
(B) Quando a célula é co-infectada com um vírus gigante e um virofago, o virofago parasita a fábrica viral do vírus gigante, reduzindo sua replicação e aumentando a sobrevivência da célula hospedeira.
(C) Quando o genoma do vírus gigante é parasitado por um provirofago, este é expresso durante a replicação, inibindo o vírus gigante e favorecendo a sobrevivência celular.
FV: Fábrica viral